# クライスラー・ニューヨーカー
クライスラー・ニューヨーカー（Chrysler New Yorker）はアメリカの自動車メーカー・ クライスラーが1939年モデルイヤー（1938年後半）から1996年まで生産した高級車である。アメリカ車の車名の中では最も長期間にわたって用いられたものの一つである。後継車種はクライスラー・LHSとなる。

## 概要
初代から最終モデルまで11代が存在する。

### 初代(1939-49年)
1938年にクライスラー・インペリアルのパッケージオプションとして登場、好評のため翌年から正式モデルとして独立。

### 2代目(1950-54年)
完全な戦後型となり、「Prestomatic」2速自動変速機が選択可能となり、180馬力の「FirePower Hemi」V8エンジンもラインナップされ、0-60マイル加速10秒をマーク、 パワーアップ競争の先頭に立った。1952年モデルからはパワーステアリングも装備された。

### 3代目(1955-61年)
エンジン出力は1956年の「Hemi」で250馬力、1959年には350馬力までパワーアップされ、大型・豪華・ハイパワーを競うアメリカ車全盛期のモデルとなった。チーフスタイリストのヴァージル・エクスナーによる、「Forward Look」と呼ばれたテールフィンを強調するデザインが1957年モデルから採用され、1959-61年にピークに達した。1957年のオートマチックの3段化、トーションバー式サスペンション採用、1960年には車体構造がunibody constructionと呼ばれるモノコック構造になった。

### 4代目(1962-64年)
テールフィンが消滅、クーペやコンバーチブルも消滅し、セダン・ワゴン・2ドアハードトップのみの車種構成となった。大馬力を誇るスポーティーな車から、ビュイックの上級モデルをライバルとする中上級車に性格付けが変えられたためである。他のクライスラー車同様、1963年モデルからは業界最長の5年/50,000マイルの長期保証が付けられ、販売台数を伸ばした。

### 5代目(1965-69年)
エクスナーの後継チーフ・スタイリストElwood Engelにより全面的にリデザインされ、ホイールベースは2インチ短縮され124インチ(3150mm)となった。 350馬力の「440　Firepower」エンジンがオプション設定され、チルト&テレスコーピックステアリングなどが新採用された。

### 6代目(1970-78年)
1973年の第一次石油危機前に、燃費性能をあまり気にせず開発された、最後のフルサイズカーとなった。1976年には中止されたクライスラー・インペリアルのコンシールド型ヘッドライトを持つ外観デザインを譲り受け、リンカーン・コンチネンタルやキャデラック級の、クライスラー最上級車種となった。石油危機以降、ライバルはダウンサイジング化やキャデラック・セビルやリンカーン･ヴェルサイユなど小型ながら高級なモデルの追加投入を行っていたが、クライスラーはこうした対応に立ち遅れ、経営危機を招いた。

### 7代目(1979-81年)
従来のインターミディエート級にダウンサイズしたRボディと5200-5900ccのV8エンジン(従来は6600-7200cc)を持つ新型車にモデルチェンジされた。新たにサブネームが付けられクライスラー・ニューヨーカー・フィフスアベニューと呼ばれるようになった。また、安全規制の強化を受けて、車体は4ドア・ハードトップからピラー付に変更された。

### 8代目(1982年－1983年)
この年、ニューヨーカーは従来ラグジュアリー・コンパクト級であったクライスラー・ルバロンのMボディを用いることになった。ホイールベースは112.6インチ(2860mm)と、最盛期の126インチ(3200mm)よりも34cmも短縮され、エンジンも直列6気筒が標準、V8・5200ccはオプションとなった。モケットシートのベーシックな「ニューヨーカー」と、本革シートなどを装備した「フィフス・アベニュー」の2種類があった。
翌1983年には「ニューヨーカー・フィフス・アベニュー」のみとなり、同年末には次世代モデルにチェンジした。なおその後8代目「ニューヨーカー・フィフス・アベニュー」は、1984年から「クライスラー・フィフスアベニュー」に再度名を変え別車種となった上で、1989年まで継続生産された。

### 9代目(1983－88年)
前年登場したMボディを用いるモデルは「ニューヨーカー・フィフス・アベニュー」として継続されたが、新たに前輪駆動の小型車用Eボディを用いた「ニューヨーカー」が誕生した。
Eボディは1981年に遅ればせながら登場したクライスラーのコンパクトカー・Kカー(Kボディ)の拡大版で、車体はダッジ・600､プリマス・カラヴェル、そして短命に終わった同じクライスラーのEクラスと共通で、ホイールベース103.1インチ(2624mm)、全長4755mm、全幅1727mmと、日本の小型車枠にあと一歩で収まるまでに小型化された。エンジンも直列4気筒2200cc、同ターボ、2500cc、三菱自動車製直列4気筒2600ccとなり、僅か2年前まで5900ccエンジンが搭載されていた車の直接の後継車とは思えぬ急激な変化であった。
しかし、クライスラーの最高級車種として、ランドートップやホワイトリボンタイヤ、本革シートや木目調ダッシュボードなどのアメリカの高級車の様式はキープされ、さらにデジタル式計器類や音声警告システム、独立温度調整式オートエアコンや間欠式ワイパー、電磁式集中ドアロックなど、当時の最新の装備が採用された。また、クライスラーが販売するリムジンのベース車種ともなった。
また、このモデルはメキシコのプエブラの工場でも生産され、同国でもクライスラーの最高級車種として販売された。1988年のみ「ニューヨーカー・ターボ」の名前で販売された。コマーシャルには往年の映画スターのリカルド・モンタルバンが採用された。

### 10代目(1988－93年)
新しいCボディが採用され、全長も4917mmまで伸び、従来のようにKカーを直接的に連想させるスタイルではなくなったが、機構的にはEボディを踏襲していた。エンジンは三菱自動車のV6・3000/3300ccとなりアンチロックブレーキもオプション設定された。フロントグリルは1980年頃のKボディを思わせる、コンシールドヘッドライトを持つ懐古趣味的かつ個性的なものとなった。
1990年からは単独の「ニューヨーカー」の名前は廃止され、ベースモデルは「ニューヨーカー・サロン」となった。1991年には3800ccも追加され、1992年にはスタイルがやや丸みを帯びたものに改良された。

### 11代目(1994－96年)
最終型となるニューヨーカーは、クライスラーの経営改善を象徴するかのようにぐっと若返ったLHボディで登場した。前年に登場したクライスラー・コンコード、ダッジ・イントレピッド、イーグル・ビジョンの上級車で、クライスラー・LHSの下級グレードとなった。 
ホイールベースは113インチ(2870mm)に延長され、エンジンもクライスラー自製のV6・3500cc214馬力となった。クライスラーはLHSをヨーロッパ志向のやや若向きのモデル、ニューヨーカーを保守層向けにしようと考えたが、実際の違いはニューヨーカーがコラムシフト・前席ベンチシートでLHSがフロアシフト・バケットシートで、ニューヨーカーの内外装が若干簡素だった程度で、1997年以後はLHSにもベンチシートが選択可能となり、ニューヨーカーは1996年モデルをもって58年間のモデルライフを終えた。

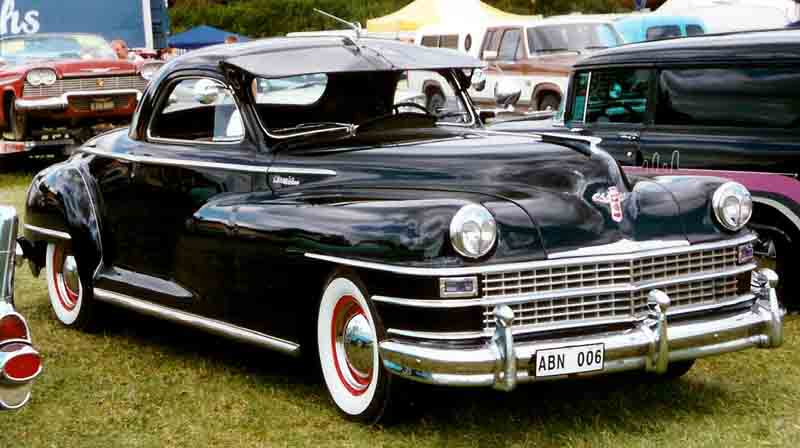
1947年型
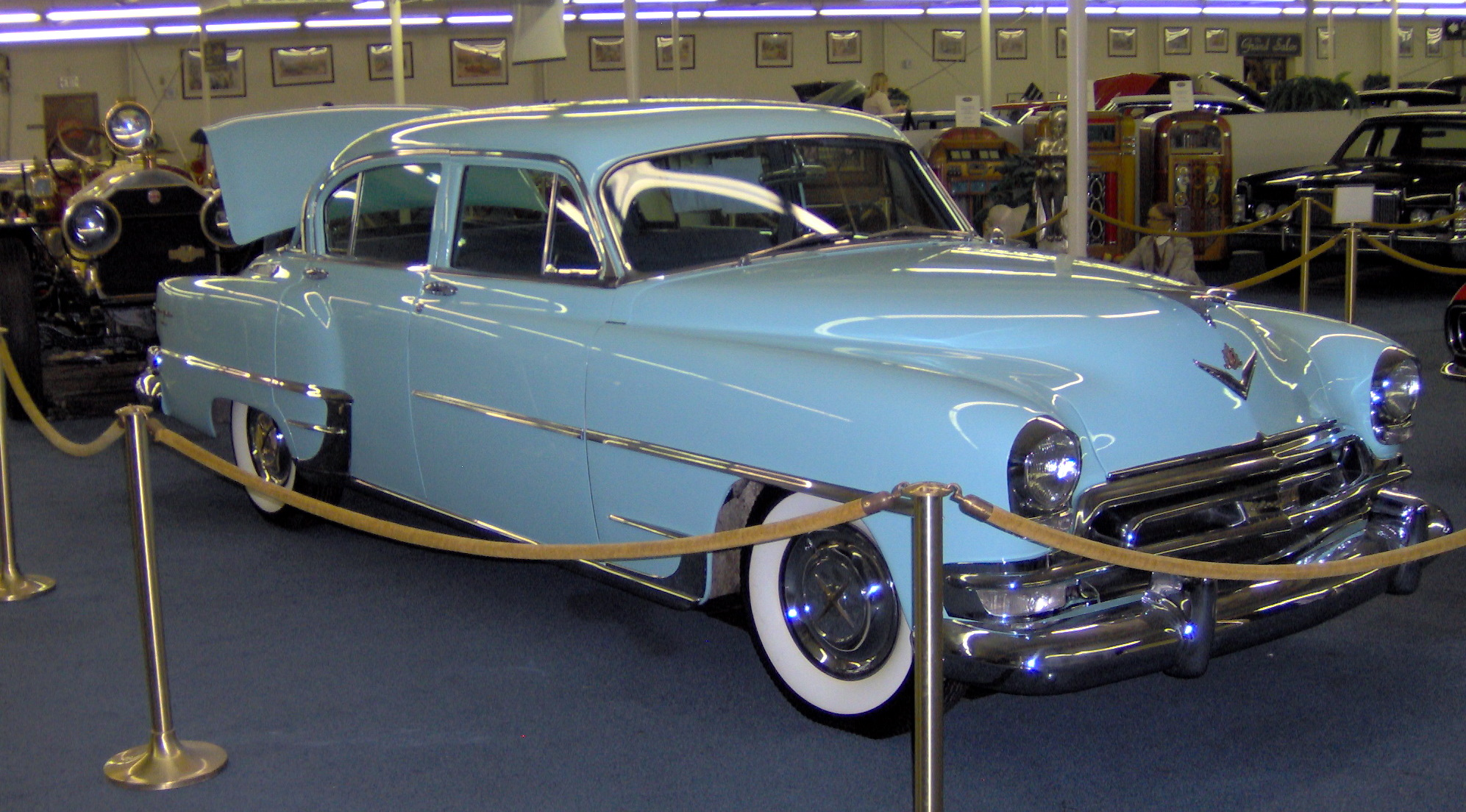
1954年型
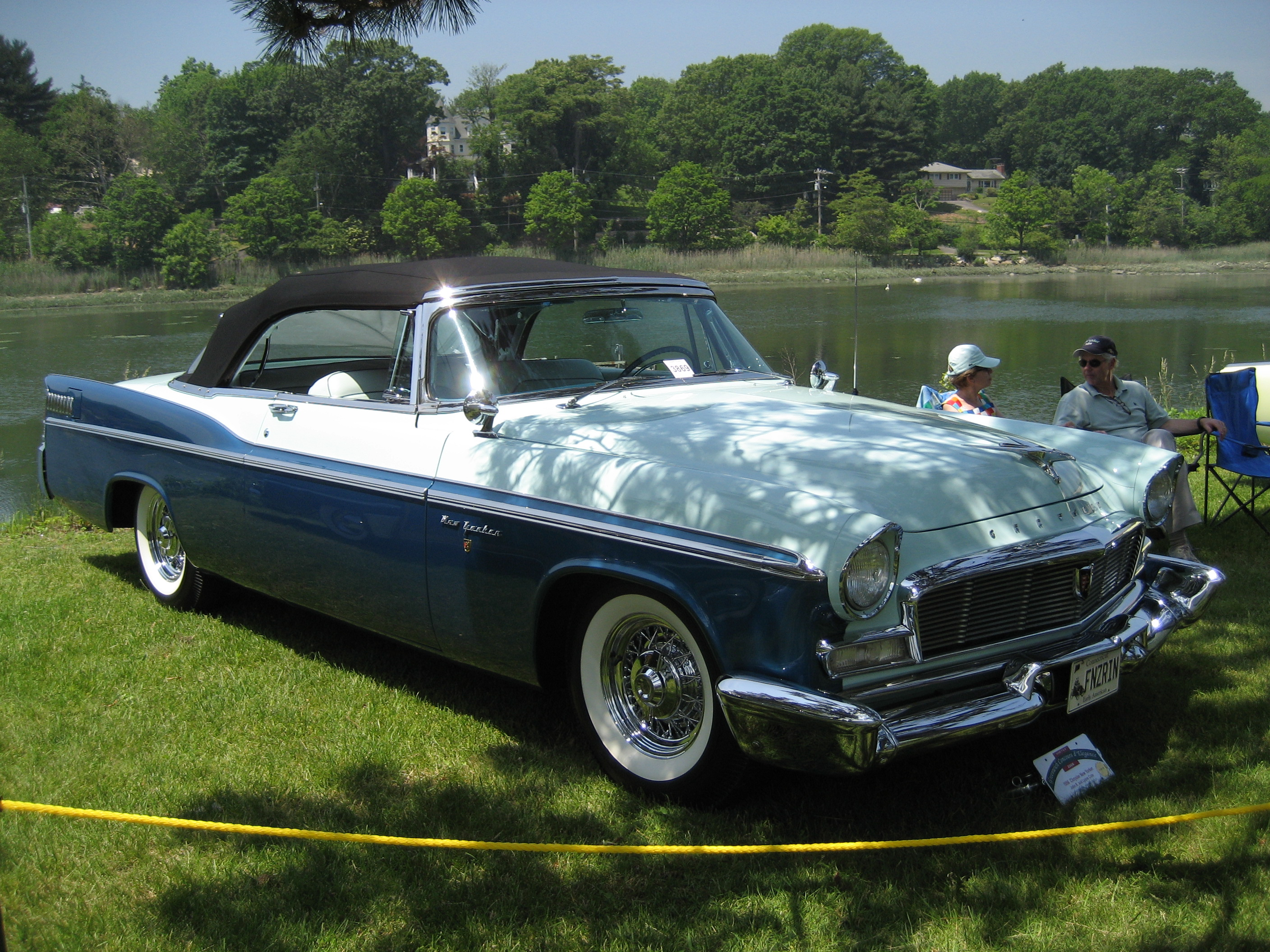
1956年型
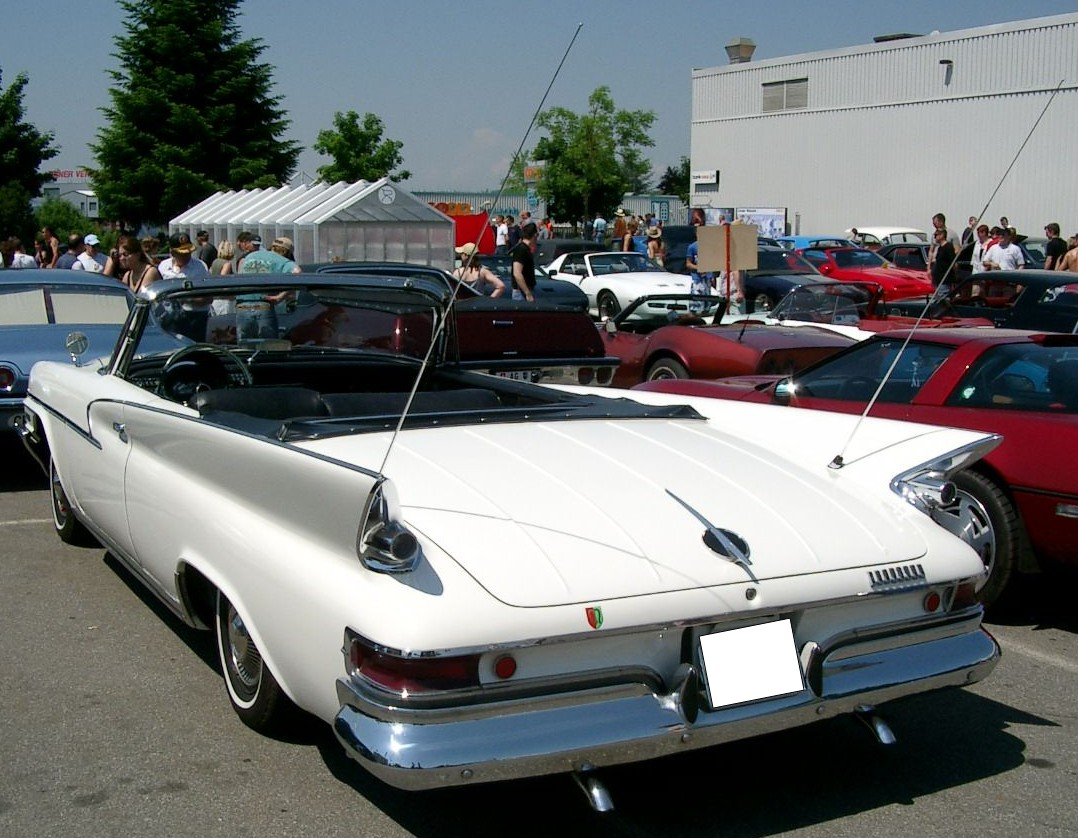
1961年型
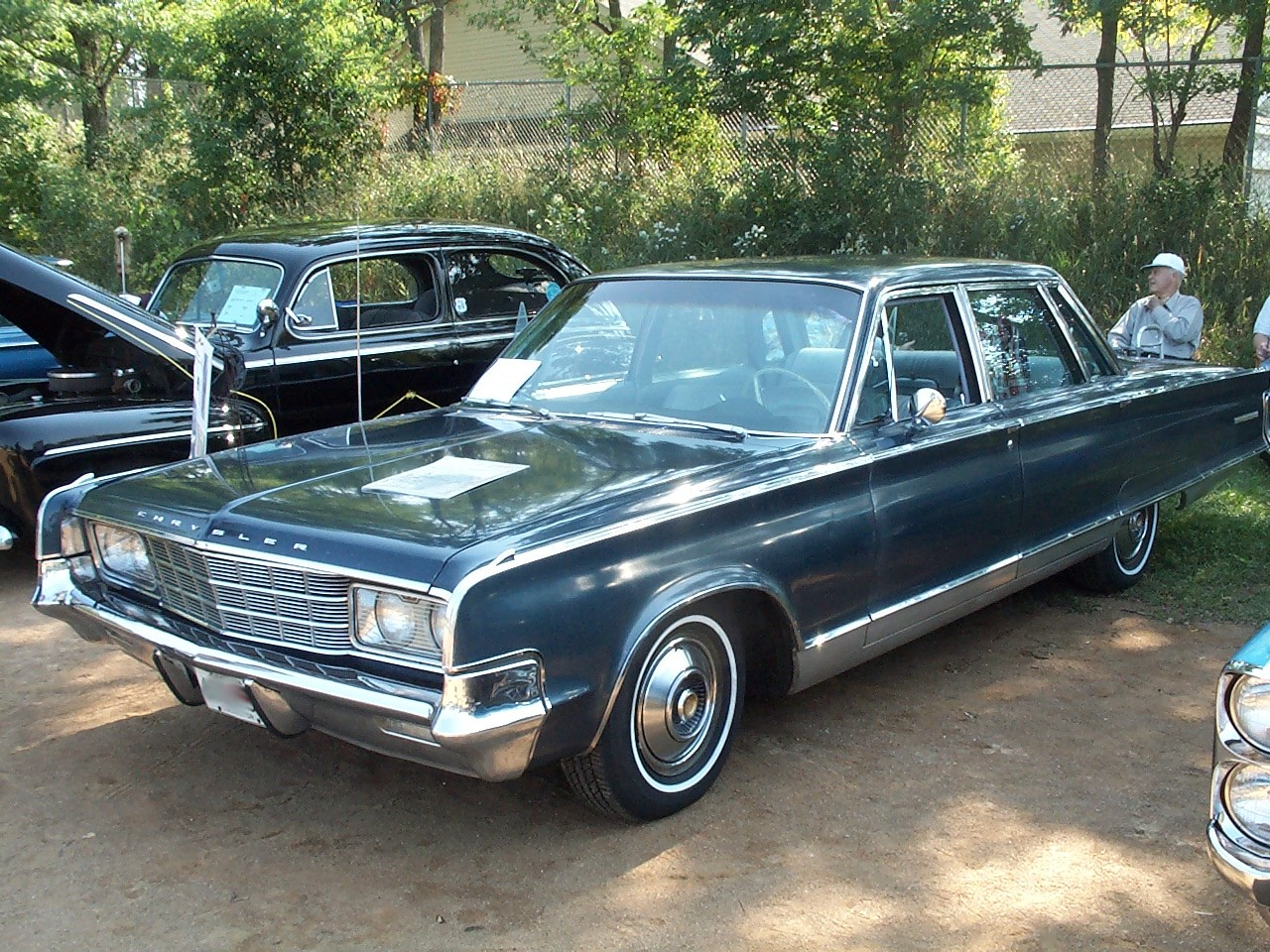
1965年型
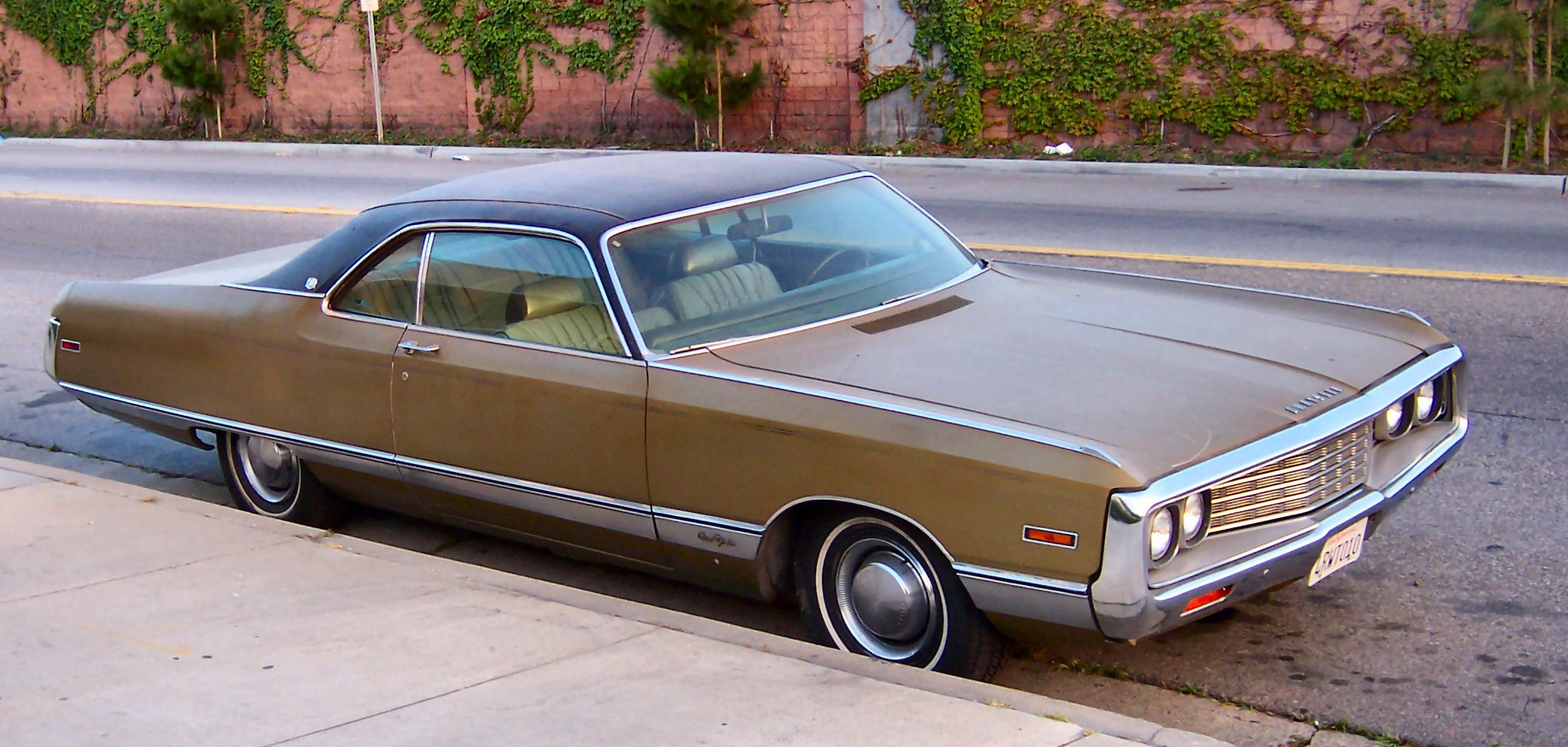
1970年型
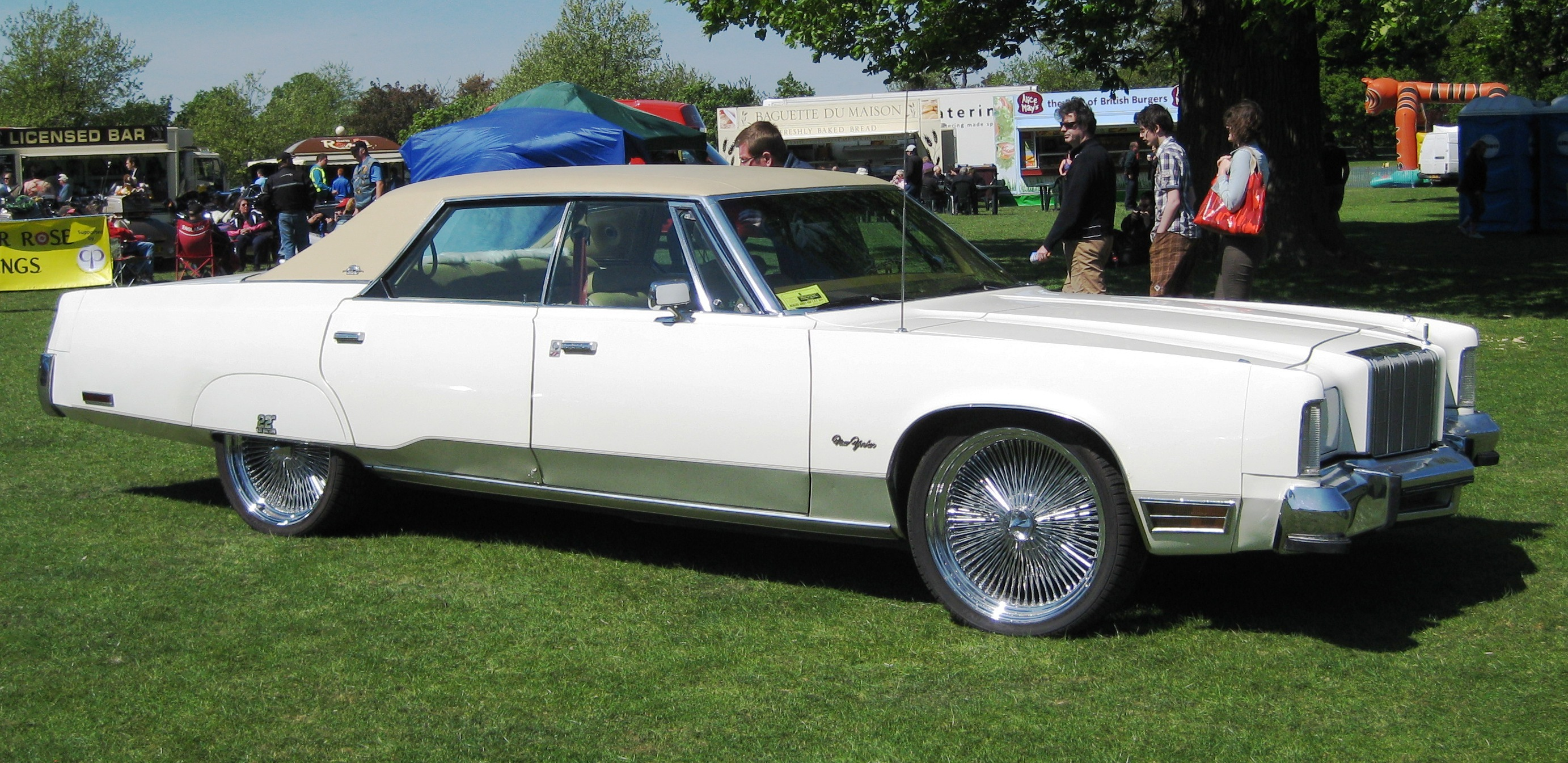
1976年型
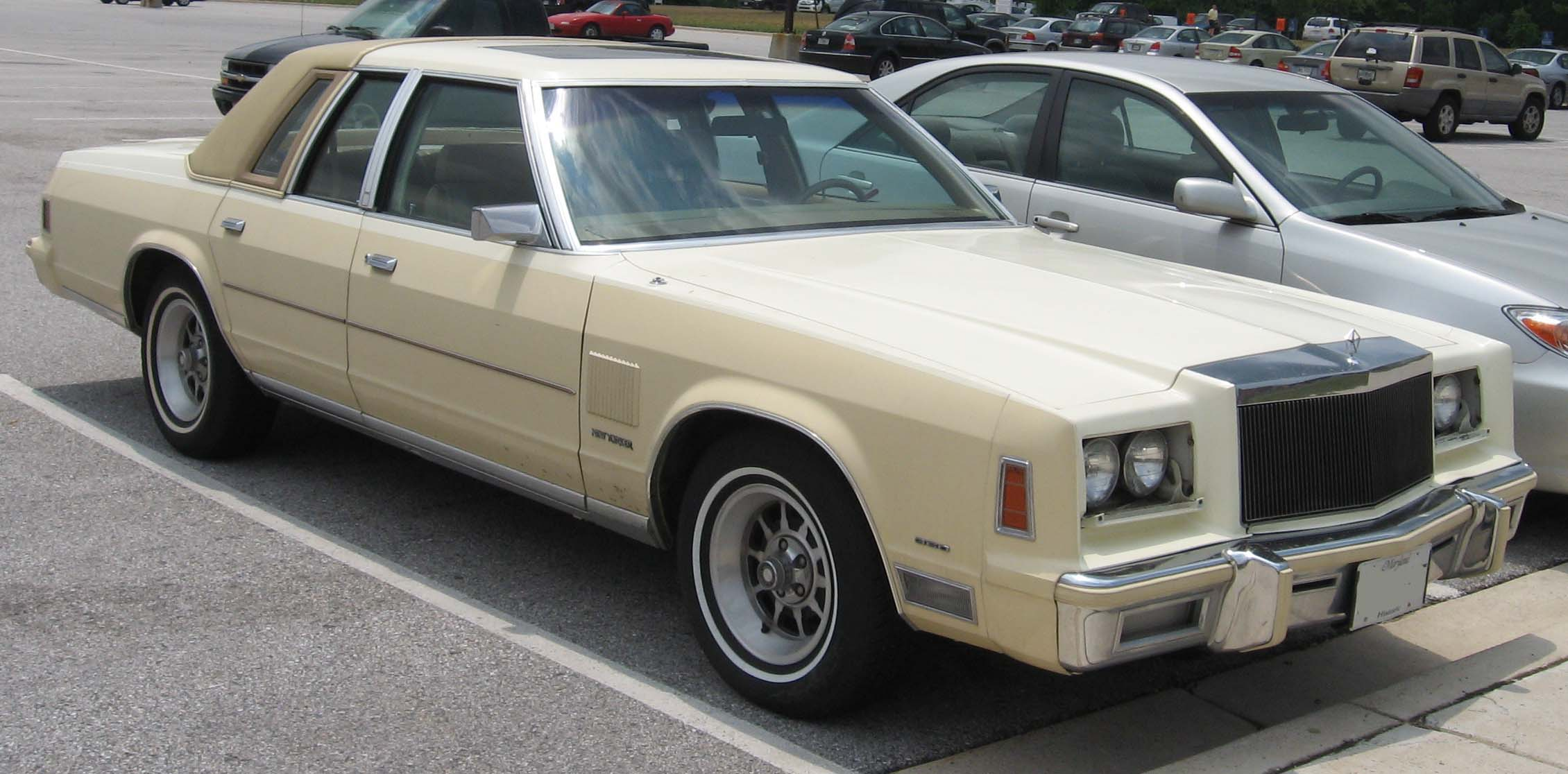
1979年型
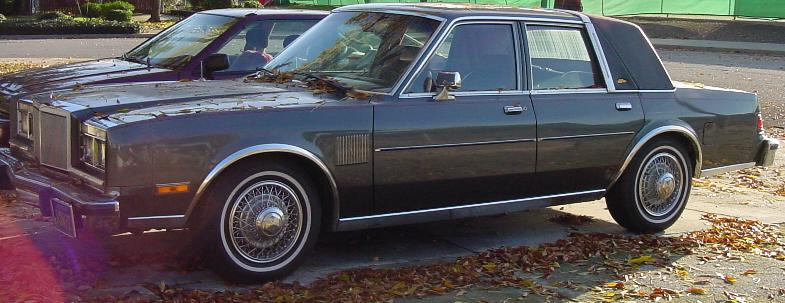
1982年型(Mボディ)
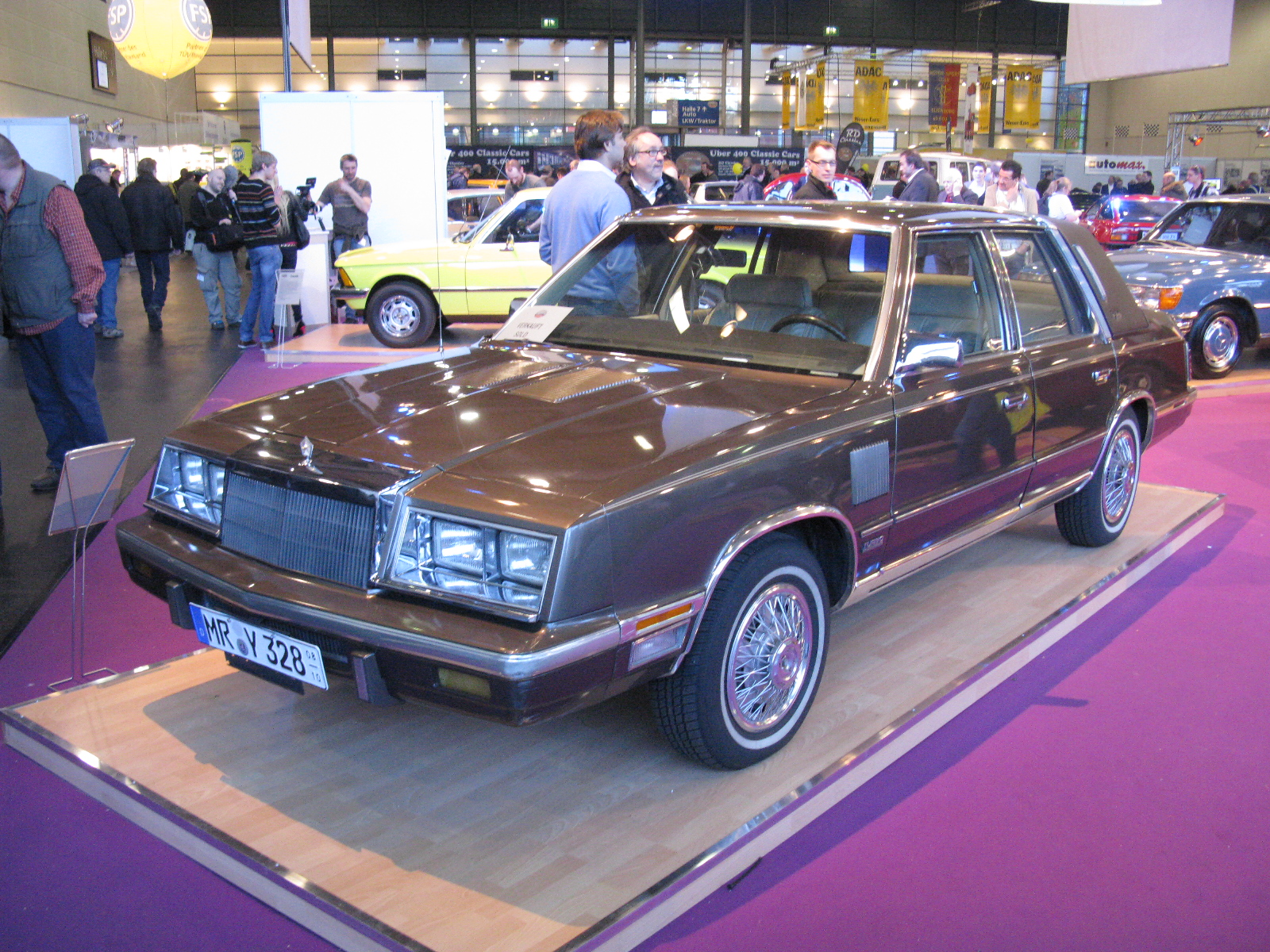
1987年型（Eボディ)
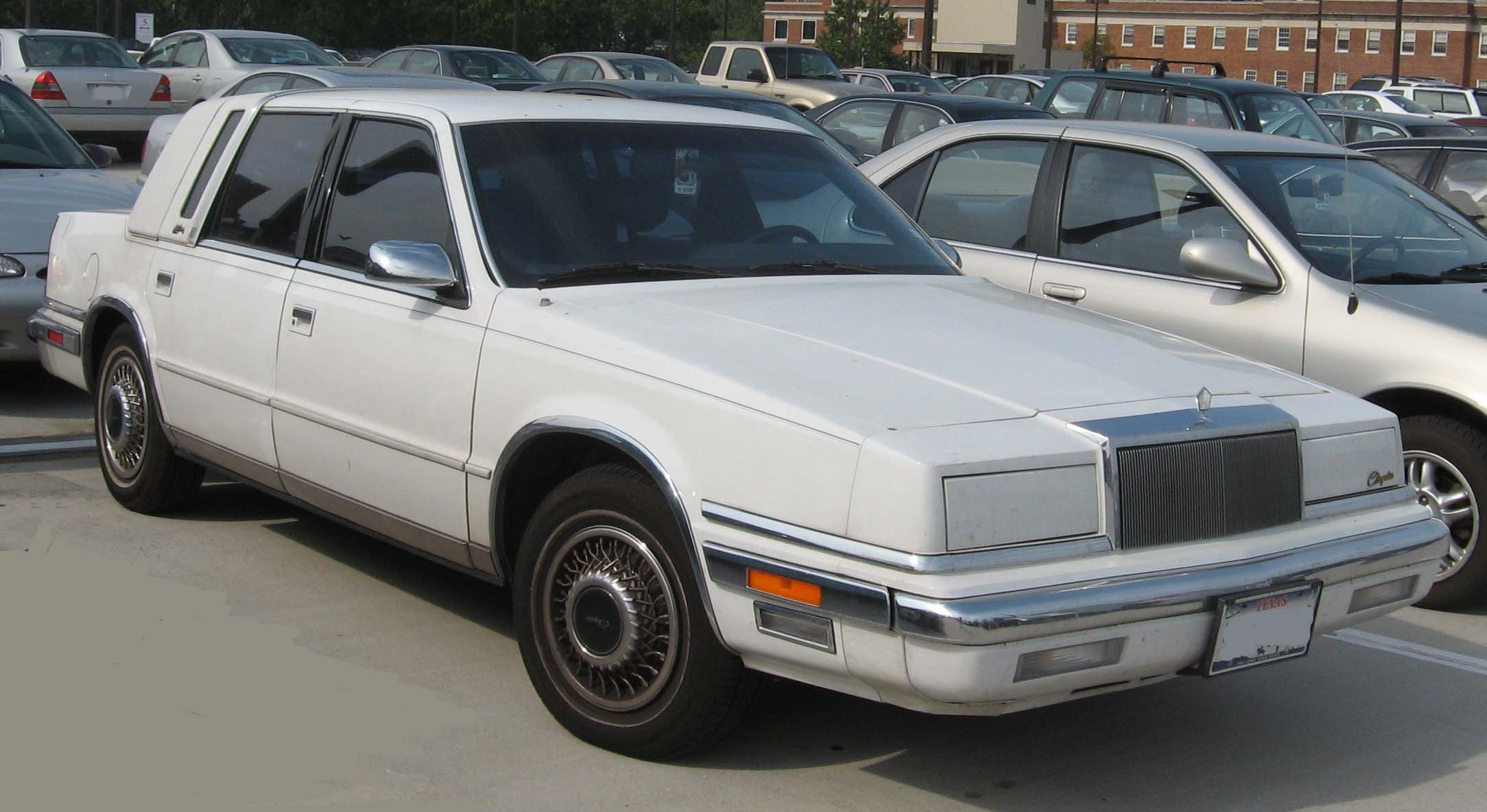
1989年型
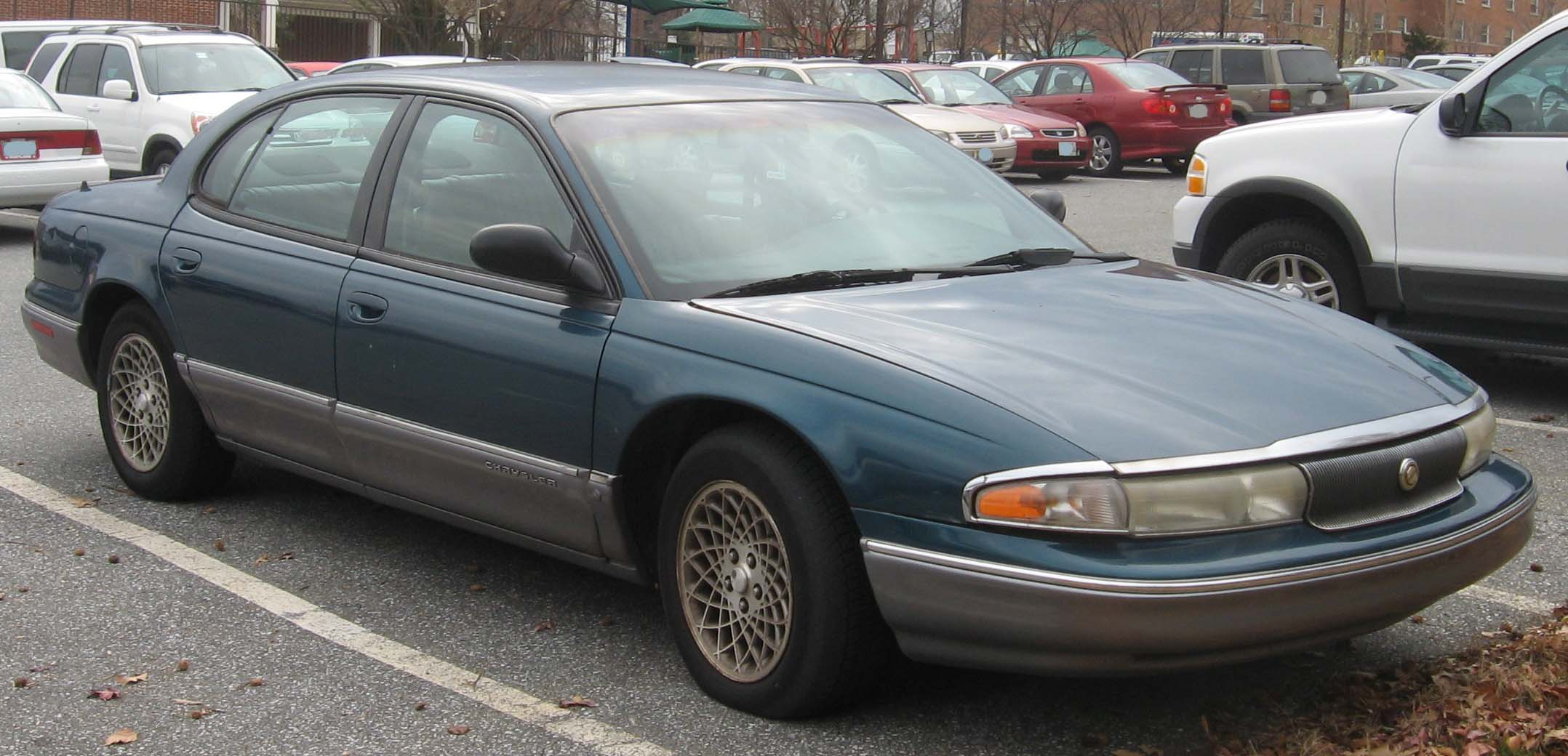
1996年型

## 日本への輸入
11代目を除き、各世代のニューヨーカーが日本にも輸入され、高級アメリカ車の代表的なモデルの一つとして用いられた。刎頚の友と呼ばれた政商・小佐野賢治がクライスラーのディーラーの一つであった国際興業のオーナーであったためか、著名人のオーナーの一人に田中角栄がおり、ロッキード事件の公判に通う田中を乗せた黒塗りの7代目ニューヨーカーの姿が、しばしば当時のテレビニュースで放映された。